# Marianna Staśkiewicz
Marianna Staśkiewicz (ur. 1 sierpnia 1928 w Zalesiu, zm. 18 października 2022) – kurpiowska twórczyni ludowa z Puszczy Zielonej, koronczarka, poetka.

## Życiorys
Córka Ignacego i Ewy z domu Samsel małżonków Kolimagów. Zamieszkała i osiadła na stałe w Kadzidle. Absolwentka szkoły podstawowej i różnorodnych kursów: dla sprzedawców, kroju i szycia oraz przysposobienia rolniczego. Prowadziła gospodarstwo rolne i domowe, szyła i tkała na krosnach. Wyszła za mąż za Stanisława Staśkiewicza, wychowała sześcioro dzieci: Bożenę, Janinę, Mariana, Tadeusza, Andrzeja i Adama. Podjęła się pracy w izbie porodowej w Kadzidle jako salowa oraz w sklepie gminnej spółdzielni jako ekspedientka. W 1988 przeszła na emeryturę.
Twórczością artystyczną i ludową zajęła się po ukończeniu 50 roku życia. W latach 80. XX wieku zaczęła pisać wiersze, gawędy i scenariusze sztuk, używając gwary kurpiowskiej. Pisząc, odnosi się do osobistych doświadczeń. W jej utworach dominuje motyw Boga, pracy, cierpienia, ale też radości. Tomik jej wierszy pt. Poziewaj zieterecku. Wiersze kurpiowskie został wydany w 2007 przez Urząd Gminy w Kadzidle. Jest autorką wierszy i utworów, które zostały zamieszczone m.in. w czasopismach i gazetach: „Twórczość Ludowa”, „Kurpie”, „Kurier Ostrołęcki”, a także publikacjach Poetycki Almanach Kurpiowszczyzny (2000) i Palma kurpiowska w poezji ludowej (2004). Jej wspomnienia opublikowano w zbiorowej pracy Losy Kurpiów – sukcesy i porażki, którą wydano w 2000.  
Jest uznaną twórczynią w dziedzinie plastyki obrzędowej i koronkarstwa. Wykonuje tradycyjne palmy, kwiaty z bibuły, bukiety i kierce, które pozyskały do swych zbiorów Skansen Kurpiowski im. Adama Chętnika w Nowogrodzie, Państwowe Muzeum Etnograficznym w Warszawie, Muzeum Kultury Kurpiowskiej w Ostrołęce oraz Muzeum Etnograficzne im. Marii Znamierowskiej-Prüfferowej w Toruniu. Tworzy unikalne koronkowe formy przestrzenne takie jak: dzbanuszki, koszyczki, zwierzątka, drzewa, postacie świętych, sceny biblijne. Wykonuje szydełkowe anioły, figury Matki Bożej, papieża, ale też bociany, kurki czy sceny z postaciami Kurpiów.  
W 1981 dołączyła do zespołu folklorystycznego „Kurpianka – Cepelia”. Współtworzyła jego repertuar, pisała scenariusze widowisk obrzędowych. Jest uznaną gawędziarką. Od 1995 należy do Sekcji Literatury Ludowej Stowarzyszenia Twórców Ludowych. Uczestniczyła w spotkaniach z dziećmi w szkołach. Jest członkinią zespołu „Kurpiowskie Serce”, który działa przy Klubie Seniora w Kadzidle.  
Uczestniczyła w wielu konkursach, m.in. Konkursie Literackim im. Jana Pocka w Lublinie, w regionalnych konkursach poetyckich w Kadzidle, Czarni i Ostrołęce. 
Na temat artystki powstała praca dyplomowa pt. Marianna Staśkiewicz – Poetka i twórczyni z Kadzidła. 

## Nagrody i wyróżnienia
- Nagroda Prezesa Związku Kurpiów „Kurpik 2004” w kategorii Twórczość ludowa[6]
- Nagroda Starosty Ostrołęckiego w 2005[7]
- Nagroda Spółdzielni Rękodzieła Ludowego i Artystycznego „Kurpianka” w Kadzidle w 2006[3]
- Nagroda Wójta Gminy Kadzidło[3]
- Odznaka „Zasłużony dla Kultury Polskiej” w 2008[3]
- Nagroda im. Oskara Kolberga w 2010[3]
- Brązowy Medal „Zasłużony Kulturze Gloria Artis” w 2013[8]
- Medal Pamiątkowy „Pro Masovia”[4]
- XXIII edycja Nagroda Marszałka Województwa Mazowieckiego 2022 (pośmiertnie)[9].